# Volition Inc.
Volition Inc. var en amerikansk datorspelsutvecklare. Volitions högkvarter låg i Champaign i delstaten Illinois, USA. Företaget grundades när Parallax Software delades. Den andra halvan var Outrage Entertainment som inte längre existerar. Företaget hade fyra utgivare, Interplay, THQ, Deep Silver och Gearbox Software.
Under Interplays tid skapade Volition FreeSpace serien. När Interplay gick mot konkurs köptes Volition upp av THQ och senare av Deep Silver. Sedan dess har Volition skapat många speltitlar såsom Red Faction, Summoner, Saints Row, Saints Row 2, Saints Row: The Third och Saints Row IV. Företaget upplöstes 31 augusti 2023

## Spel
| Speltitel                           | Datum | Format                                                    |
| ----------------------------------- | ----- | --------------------------------------------------------- |
| Conflict: FreeSpace – The Great War | 1998  | Windows, Amiga                                            |
| FreeSpace 2                         | 1999  | Windows,                                                  |
| Summoner                            | 2000  | Windows, Mac OS Classic, Playstation 2                    |
| Red Faction                         | 2001  | Windows, Mac OS Classic, Playstation 2, N-Gage            |
| Summoner 2                          | 2002  | Playstation 2, Gamecube                                   |
| Red Faction II                      | 2003  | Windows, Playstation 2, Gamecube                          |
| The Punisher                        | 2005  | Windows, Playstation 2, Xbox, Mobiltelefon                |
| Saints Row                          | 2006  | Xbox 360                                                  |
| Saints Row 2                        | 2008  | Windows, Playstation 3, Xbox 360                          |
| Red Faction: Guerrilla              | 2009  | Windows, Playstation 3, Xbox 360                          |
| Red Faction: Armageddon             | 2011  | Windows, Playstation 3, Xbox 360                          |
| Saints Row: The Third               | 2011  | Windows, Playstation 3, Xbox 360, Nintendo Switch         |
| Saints Row IV                       | 2013  | Windows, Playstation 3, Playstation 4, Xbox 360, Xbox One |
| Saints Row: Gat out of Hell         | 2015  | Windows, Playstation 3, Playstation 4, Xbox 360, Xbox One |
| Agents of Mayhem                    | 2017  | Windows, Playstation 4, Xbox One                          |